# Diario de invierno
Diario de invierno es una película dramática española estrenada en 1988. Contó con la dirección de Francisco Regueiro, que firma el guion junto a Ángel Fernández-Santos, y la actuación, entre otros, de Fernando Rey, Eusebio Poncela y Terele Pávez.

## Argumento
Se trata de la historia de Caín nuevamente contada desde el mundo infernal de una comisaría de policía, desde el caos de una ruina familiar, en un viaje mítico al mundo de la infancia. Dios y Caín. Caín y Abel. El paraíso perdido, la infancia y su recuerdo idealizado, todos los tabús y traumas y la versión que da la sabiduría popular de los mismos hechos.

## Premios y candidaturas
Festival Internacional de Cine de San Sebastián
| Categoría                      | Persona      | Resultado |
| ------------------------------ | ------------ | --------- |
| Concha de Plata al mejor actor | Fernando Rey | Ganador   |

3ª edición de los Premios Goya
| Categoría                | Persona            | Resultado |
| ------------------------ | ------------------ | --------- |
| Mejor película           | Mejor película     | Candidata |
| Mejor director           | Francisco Regueiro | Candidato |
| Mejor actor protagonista | Fernando Rey       | Ganador   |
| Mejor actriz de reparto  | Terele Pávez       | Candidata |

Fotogramas de Plata 1988
| Categoría            | Persona      | Resultado |
| -------------------- | ------------ | --------- |
| Mejor actriz de cine | Terele Pávez | Candidata |
| Mejor actor de cine  | Fernando Rey | Candidato |